# Тернистий шлях
«Тернистий шлях» — восьмий офіційний студійний альбом українського фолк-метал гурту «Тінь Сонця», який вийшов 22 жовтня 2021. Запис відбувся на студії Sunrise Studio у Києві.

## Про альбом
Перший сингл «Моя Україна», а заодно і ліричне відео до нього, гурт представив у День Незалежності України, 24 серпня 2020 року.
Другий сингл з альбому, «Живі, як ангели», Сергій Василюк презентував акустично на сторінці гурту у Facebook 27 вересня та присвятив його курсантам та екіпажу, які загинули внаслідок авіакатастрофи АН-26 під Чугуєвом, що у Харківській області. Музикант розповів, що автором слів став його побратим поет Василь Ковтун, а музику до композиції він написав сам у день публікації відеоролика. 26 вересня 2021 року, до роковин авіакатастрофи, гурт презентував на цю пісню ліричне відео.
Третій сингл «У надрах снів» гурт випустив 22 травня 2021 року і приурочив це до 160-ї річниці перепоховання Тараса Шевченка.
Четвертий сингл, що отримав назву «Над прірвою», побачив світ 2 липня.
П'ятий сингл «Країна Волі» був приурочений до 30-тої річниці незалежності України і вийшов 24 серпня. Слова у цій пісні належать Редьярду Кіплінгу, а український переклад виконав Володимир Чернишенко.
19 жовтня стала відома дата виходу альбому, а саме 22 жовтня, та на сторінці у Facebook була презентована обкладинка альбому, дизайнером якої (та всіх обкладинок синглів цього альбому) є Світлана Габрошвілі.
У альбомі, окрім тексту до пісні «Країна волі», Редьярду Кіплінгу також належать слова до композиції «Луканнон» та відносяться до «Книги джунглів», переклад з англійської яких також виконав Володимир Чернишенко, а слова пісні «У цьому полі, синьому, як льон» належать українському письменнику Василю Стусу. Також варто відзначити, що композиції «Спалена земля», «Танець» та «Луканнон» увійшли у раніше виданий міні-альбом команди під назвою «Танець», а пісня «У цьому полі, синьому, як льон» входила до сольного альбому Сергія Василюка під назвою «Сховане обличчя» у 2010 та до альбому гурту «Танець серця» у 2011.

## Список композицій
| Стандартне видання        | Стандартне видання               | Стандартне видання                             | Стандартне видання           | Стандартне видання |
| #                         | Назва                            | Автор слів                                     | Автор музики                 | Тривалість         |
| ------------------------- | -------------------------------- | ---------------------------------------------- | ---------------------------- | ------------------ |
| 1.                        | «Спалена земля»                  | Сергій Василюк                                 | Сергій Василюк               | 3:47               |
| 2.                        | «Над прірвою»                    | Сергій Василюк                                 | Сергій Василюк               | 4:30               |
| 3.                        | «У надрах снів»                  | Сергій Василюк Андрій Савчук                   | Андрій Савчук Сергій Василюк | 4:51               |
| 4.                        | «Моя Україна»                    | Михайло Коваль                                 | Михайло Коваль               | 4:05               |
| 5.                        | «У цьому полі, синьому, як льон» | Василь Стус                                    | Сергій Василюк               | 1:52               |
| 6.                        | «Танець»                         | Сергій Василюк                                 | Сергій Василюк               | 4:18               |
| 7.                        | «Луканнон»                       | Редьярд Кіплінг переклад: Володимир Чернишенко | Сергій Василюк               | 5:15               |
| 8.                        | «Живі, як ангели»                | Василь Ковтун                                  | Сергій Василюк               | 3:34               |
| 9.                        | «Руки геть від Старого міста»    | Сергій Василюк                                 | Сергій Василюк               | 2:39               |
| 10.                       | «Країна волі»                    | Редьярд Кіплінг переклад: Володимир Чернишенко | Сергій Василюк               | 2:36               |
| Загальна тривалість 37:27 |                                  |                                                |                              |                    |

## Учасники запису
У записі альбому взяли участь:
| - Сергій Василюк — вокал, бас-гітара - Антон Которович — гітара, запис - Владислав Ваколюк — бандура - Пилип Харук — барабани | - Станіслав «Stas Red» Семілєтов — зведення, запис - Костянтин Науменко — запис - Володимир Приходько — запис - Світлана Габрошвілі — дизайн |